# Кински, Франц Йозеф
Граф Франц Йозеф Кински фон Вхинитц унд Теттау (нем. Franz Joseph Kinsky; 6 декабря 1739[…], Прага, Земли Чешской короны[…] — 9 июня 1805[…], Вена) — австрийский генерал. Участник Войны за баварское наследство и Антифранцузских коалиций.

## Биография
Франц Йозеф родился в семье Франца Фердинанда Кинского (1678—1741), «высочайшего советника» Королевства Богемии, и его второй жены графини Марии Августины Палффи аб Эрдёд (1714—1759). Франц Йозеф вступил в австрийскую армию Габсбургов в 1759 году, в 1760 году стал императорским камергером, а затем в течение десяти лет командовал пехотным полком. Основал школу для подготовки офицерских кадетов своего полка. 13 октября 1764 года он был произведён в майоры, 24 февраля 1768 года — в полковники и назначен командиром пехотного полка. 1 мая 1773 года он стал генерал-майором. Во время войны за Баварское наследство в 1778 году командовал колонной в успешном рейде на Хабельшвердт. 13 июня 1779 года он был назначен командиром 47-го пехотного полка, в этом звании он оставался до самой смерти. После этого, 12 июля, был назначен командиром Терезианской военной академии в Винер-Нойштадте. 19 марта 1785 года он получил звание фельдмаршал-лейтенанта, а через два дня был назначен директором Терезианской военной академии.
В 1794 году был направлен в Австрийские Нидерланды для борьбы с республиканской Францией во время Войны первой коалиции. Он сражался под командованием принца Фридриха Саксен-Кобург-Заальфельдского и возглавил дивизию, состоявшую из бригад Хайстера и Антона Эрнста Митровского, в наступлении во Фландрии. В битве под Туркуэном 17 мая его войска, как и войска левого крыла под командованием эрцгерцога Карла, прибыли слишком поздно и не смогли оказать достаточной поддержки англичанам под командованием герцога Йоркского в атаке. Кински был произведён в фельдцейхмейстеры 22 сентября 1794 года. Поскольку повышение произошло 19 апреля 1794 года, это означало, что он отличился в операциях, предшествовавших осаде Ландреси с 21 по 30 апреля. В документах не указано, что он занимал другие военные должности после 1794 года.
3 декабря 1801 года был назначен императорским тайным советником. Оставался директором Военной академии до своей смерти в Вене 9 июня 1805 года.

### Семья
19 июля 1779 года Кинский женился на графине Марии Ренате фон унд цу Траутмансдорф (1741—1808). Еще пять членов его семьи служили высокопоставленными генералами в период с 1792 по 1815 год. Дядя Кинского Франц де Паула Ульрих, 3-й князь Кинский из Вчиница и Теттау (1726—1792) стал фельдмаршалом, его брат Иосиф, граф Кинский (1731—1804) также стал фельдмаршалом, а племянник Филипп Йозеф, граф Кинский (1741—1827) был генерал-майором. Братья Франц де Паула Иосиф, граф Кинский (1768—1843) и Карл Кинский (1766—1831) стали фельдмаршал-лейтенантами.